# Теріантропія
Теранотропія (англ. therianthropy) — це термін, що використовується для позначення трансформації людини у іншу тваринну форму в міфології або як спіритичне поняття. Це слово походить від грецького therion, що означає «дика тварина», і anthrōpos, що означає «людину»
В англомовному фольклорі, міфології та антропології, термін теріантропія використовують для опису персонажу, що одночасно має якості людини і нелюдиноподібної тварини. Найвідомішою формою теріантропії є лікантропія. Цей термін походить від грецького lycos (вовк) і позначає перетворення вовка в людину або людину у вовка. Термін лікантропія застосовують не тільки для перевертнів, але також щоб описати явище трансформації людини в будь-яку іншу тваринну форму.
Також, є теріани , які мають не один тереотипи, а кілька - такі теріанотропи називаються політеріанами ( з англ. polytherian ). Взагалі лімітів немає щодо тереотипів, але найпопулярніше їх не більше чотирьох. Найпоширеніші теріани є котами та вовками. Є дуже рідкісним теріани підводні створіння - риби чи ссавці, які живуть у воді. Є думка що теріани є переважно хижаками, як от, вовки чи ведмеді , бо сама людина - хижак. Ці інстинкти можуть сприяти тереотипі.  

## Сучасне використання терміна в субкультурі
У цьому часі утворилася субкультура, що прийняла термін теріантропія як опис відчуття інтенсивної духовної чи психологічної ідентифікації себе як тварини. Представники цієї субкультури звичайно називають себе теріантропами або теріанами. Та вони зазвичай займаються таким спортом як Квадробіка
Субкультура бере свій початок у 1992, коли у рамках Usenet була створена група alt.horror.werewolves, де під час розмов обговорювали вигаданих перевертнів. Деякі учасники форуму привселюдно стверджували, що вони відчувають себе частково тваринами. Деякі жартували, але було достатнє багато таких, хто був цілком серйозний, що надалі обумовило розвиток окремого напрямку і певної тенденції. Незабаром до їхньої групи приєдналося безліч тих, хто поділяв схожі погляди. Перші теріантропи називали себе лікантропами. Незабаром термін лікантроп, який придатніший для опису людей-вовків, змінили більш змістовним — теріантроп. Ті теріантропи, що поділяють ідею про духове розуміння цього явища, думають, що вони цілком або частково мають дух чи душу тварини, що деякою мірою схоже на шаманство і тотемізм. Вони часто запозичають ідеї із розповідей про перевертнів у кельтських, скандинавських і індійських міфах.
Більшість теріантропів відносять себе до вовчих або котячих, серед яких часто зустрічаються вовки, леви, тигри, але є також представники рептилій, птахів, інших ссавців і комах, та морських істот.
Теріантроп звичайно відносить себе до одного виду тварин. Існують випадки ідентифікації відразу з декількома представниками однієї родини тварин і значно рідше з усіма представниками роду. Бувають також випадки ідентифікації з взаємно несхожими тваринами. Вигляд тварин, з якими ідентифікується теріантроп, в англомовній субкультурі називається теріотипом.
Деякі теріантропи думають, що здатні до шейпшифтінгу, тобто до фізичної зміни своєї зовнішності. При цьому контеріантропи - це ті теріантропи, що не відчувають у собі здатності до зміни форми, але стверджують, що мають людські і нелюдські сторони своєї сутності як єдиного цілого. Таким чином, відповідно до цього уявлення, контеріантропи живуть життям і людини і тварини одночасно перебуваючи у деякій точці континууму між двома сутностями.

## Субкультура
Теріантропія як субкультура не має єдиних догм і авторитетів. Однак до думки найстаріших членів субкультури звичайно прислухаються, але не більш, ніж з метою простого підтвердження власного досвіду.
В Інтернеті існують численні співтовариства «теріантропів», які поєднують християн, язичників, атеїстів. Є безліч форумів і чатів співтовариства, і кожному подібному місцю притаманна власна атмосфера, в деяких панує повне сприйняття, а в деяких презирлива нетерпимість одне до одного. За межами Інтернету не існує жодної організації «теріантропів».

## Відмінності теріантропів від фурів
Як правило, теріантропи зосереджені на відчутті себе як тварини або тваринній стороні своєї сутності та її природі; на духовному розумінні явища теріантропії.
«Ми не уявляємо себе звірями - ми справжні звірі» - затверджують теріантропи. Але теріантропи також знають що вони люди,є інші субкультури які справді стверджують що вони тварини, і не відчувають себе людьми.
У субкультурі фурі, навпаки, приділяется більша увага фу́рі-арту - образотворчому мистецтву, метою якого є антропоморфізація і стилізація тварин; а також анімація, де тварин наділяють рисами людської подоби.
Теріантропи вважають, що ідентифікація фурів з тваринами є проста гра звірячих ролів, і не містить іншого глибинного змісту.